# Scopula nibilata
Scopula nibilata là một loài bướm đêm trong họ Geometridae.